# Ivan Savvidis
Ivan Ignat'evič Savvidi (in russo Иван Игнатьевич Саввиди?, in georgiano ივან ეგნატეს ძე სავიდი? Ivan Egnates dze Savidi, in greco: Ιβάν Σαββίδης Ivan Savvidis; Santa Gruzino, 27 marzo 1959) è un imprenditore e politico russo, di origini greche.
Annoverato tra i cosiddetti oligarchi strettamente legati a Vladimir Putin, è uno degli uomini più ricchi del proprio Paese, grazie a investimenti nel mercato del tabacco e in vari altri settori (tra i quali immobiliare e media), principalmente in Russia e Grecia. Ad agosto 2022 il suo patrimonio è stimato da Forbes a 1,6 miliardi di dollari USA.
Dal 2012 è presidente del PAOK, società calcistica di Salonicco. Membro del partito Russia Unita, è stato eletto per due mandati nel Parlamento di Mosca.

## Biografia
Savvidis nacque nell'allora Georgia sovietica da una famiglia di emigrati greci del Ponto, originari della città di Dumanlı (Sanda), politicamente appartenente alla provincia turca di Gümüşhane. Dopo aver prestato servizio militare nell'esercito sovietico, studiò economia all'Università statale di Rostov. Tra fine anni 1980 e inizio anni 1990 iniziò a lavorare nella manifattura statale del tabacco di Rostov sul Don, che nel 1992 fu privatizzata con la ragione sociale CJSC Donskoy Tabak: Savvidis, nominato direttore generale, riuscì presto a diventarne azionista di maggioranza (insieme alla moglie Kyriaki, dalla quale ha avuto due figli) e a farne la maggior industria russa nel settore.
Tra luglio 2002 e luglio 2005 Savvidis (frattanto diventato milionario) fu presidente della società calcistica russa del FC Rostov. In seguito, il 10 agosto 2012, divenne proprietario del PAOK di Salonicco, in Grecia, che versava in una critica situazione debitoria, con un'esposizione particolarmente marcata nei confronti dell'erario. Un anno dopo Forbes iniziò ad annoverarlo nella propria graduatoria degli uomini più ricchi del mondo, indicandolo al 30º posto tra i magnati russi; nello stesso anno Savvidis consolidò i propri interessi in Grecia, rilevando l'82% dell'industria tabaccaia SEKAP. Al contempo investì fortemente nel mercato immobiliare di Salonicco (comprando l'albergo di lusso Macedonia Palace e molte dimore storiche della città) e in quello della località turistica di Porto Carras, per un esborso di circa mezzo miliardo di euro. Divenne inoltre azionista di minoranza della società che controlla il porto cittadino.
Entro il 2015 Savvidis ripagò i debiti del PAOK verso lo Stato greco per una cifra di 10 886 811 euro, dichiarando poi ironicamente alla stampa di essere proprietario di «una tazza da te da 10,8 milioni di euro».
La campagna di acquisizioni in Grecia proseguì con l'ottenimento del 19% del canale televisivo Mega Channel (che però cedette poco dopo) tramite la sua società Dimera Media, con la quale nel 2017 si assicurò anche il controllo dell'editore Pegasus, che includeva nel proprio portafoglio due tra i quotidiani più letti del Paese, Ethnos e Imerisia. Sempre nel 2017 rilevò un secondo canale televisivo, E Channel, dal magnate locale Philipos Vryonis.
Nel marzo 2018 Savvidis vendette la maggioranza azionaria di Donskoy Tabak e SEKAP alla multinazionale Japan Tobacco.

### Attività politica
Membro del partito di governo Russia Unita, Savvidis iniziò a far politica nell'assemblea legislativa dell'Oblast' di Rostov, di cui fece parte dal 1998 al 2003. Nel 2003 fu eletto deputato alla Duma di Stato e nominato vicepresidente della commissione al bilancio e alle tasse. Fu rieletto per un secondo mandato dal 2007 al 2011, nel quale fece parte della commissione agli affari esteri, fu coordinatore della commissione per i rapporti col Parlamento greco e fu vicepresidente della commissione interparlamentare agli affari esteri dell'Unione Russia-Bielorussia.
In Grecia, si disse vicino al partito di sinistra Syriza, apprezzando in modo particolare le simpatie di Alexis Tsipras nei confronti di Vladimir Putin. In un secondo momento fu indicato dalla stampa greca come molto prossimo a Kyriakos Velopoulos, leader del partito di estrema destra Soluzione Greca.
Savvidis è stato più volte eletto presidente della federazione delle comunità greche in Russia (AGOOR) ed è un membro influente del consiglio mondiale delle comunità greche all'estero.

## Controversie
In virtù dei propri trascorsi politici in Russia, Savvidis è considerato dall'intelligence statunitense un diretto emissario del governo di Vladimir Putin: oltre a spalleggiare i partiti greci che professavano buoni rapporti con le istituzioni di Mosca, nel 2018 fu munifico finanziatore della campagna contro l'accordo tra Grecia e Macedonia del Nord per la cessazione della contrapposizione dei due paesi sull'uso del nome "Macedonia", che se approvato avrebbe altresì comportato il nullaosta di Atene per l'ingresso dello Stato balcanico nella NATO, ipotesi apertamente avversata dalla Russia.
Come per le sue altre attività imprenditoriali, Savvidis è noto per gestire il proprio impegno nel calcio con metodi patriarcali e spesso ai limiti della legalità. In ciò si colloca quanto avvenuto l'11 marzo 2018, durante la partita di calcio tra il PAOK e l'AEK Atene: dopo che l'arbitro Georgios Kaminis ebbe annullato un gol per fuorigioco alla propria squadra, Savvidis entrò sul terreno di gioco con una pistola nella fondina per intimare ai suoi giocatori di abbandonare l'incontro. Ne scaturì una violenta gazzarra sia sul campo che sugli spalti, sedata solo dall'intervento della polizia.
In seguito a questi fatti, il giorno seguente la Federazione calcistica greca, in accordo con il Primo ministro greco Alexīs Tsipras decise di sospendere il campionato a tempo indeterminato. Nonostante le scuse ufficiali di Savvidis, la polizia greca decise di emettere un mandato di arresto contro di lui e quattro delle sue guardie di sicurezza, anch'esse scese con lui sul terreno di gioco. Il 29 marzo la Federazione calcistica ellenica decise di squalificare Savvidis per 3 anni, impedendogli quindi di ricoprire i suoi ruoli dirigenziali, ma di fatto senza impedirgli di mantenere il pieno controllo sul club e, di riflesso, la sua influenza nel sistema calcistico greco.
Particolarmente acrimoniosa è la sua contrapposizione con l'armatore Evangelos Marinakis, proprietario dell’Olympiacos (e fuori patria, tra l'altro, del Nottingham Forest); la loro rivalità, unita alle rispettive capacità di spesa, ben superiori rispetto alle altre società calcistiche greche, è considerata dagli analisti una delle concause dei problemi di questo sport nel Paese. Nel 2019 un canale televisivo controllato da Marinakis trasmise un'inchiesta nella quale Savvidis era accusato di aver acquisito tramite prestanome la proprietà di un'altra squadra di massima serie, lo Xanthī, violando pertanto le normative FIFA sui campionati professionistici. Una commissione d'inchiesta indipendente di nomina governativa fu incaricata di verificare la veridicità delle affermazioni: nel 2020, a indagini concluse, essa chiese che PAOK e Xanthi venissero retrocesse d'ufficio in seconda serie. A Salonicco scoppiarono immediatamente tumulti popolari contro questa ipotesi, accusando le istituzioni di voler semplicemente favorire l'Olympiakos; a fronte di ciò e delle proteste da parte di determinati ambienti politici, la sanzione fu dapprima commutata in 5 punti di penalità per entrambe le squadre e quindi in 12 lunghezze a danno del solo Xanthi, che fu così retrocesso al termine della stagione 2019-2020.